# Römhild
Römhild es una ciudad  situada en el distrito de Hildburghausen, en el estado federado de Turingia (Alemania), a una altitud de 300 metros. Su población a finales de 2016 era de unos 7000 habitantes y su densidad poblacional, 60 hab/km². Se encuentra ubicada a poca distancia al norte de la frontera con el estado de Baviera.
En esta localidad se encuentra la tumba de Elizabeth, hija de Alberto III Aquiles.